# Pylore

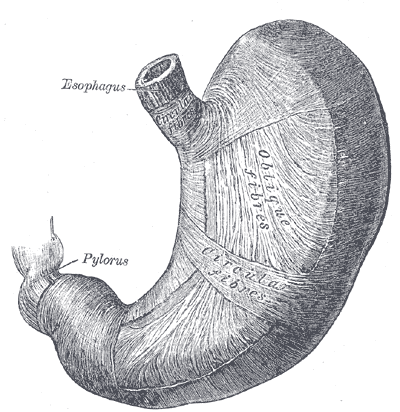

Le pylore (du grec ancien πυλωρός / pylôros, « qui garde la porte, portier ») est la région de l'estomac qui connecte ce dernier au duodénum. On parle de région pylorique ou de jonction gastroduodénale. Le pylore est divisé en deux parties : l'antre du pylore (contractile), qui le connecte au corps de l'estomac, et le canal du pylore, qui le connecte au duodénum. 
Le sphincter du pylore, appelé aussi la valve du pylore, est un anneau puissant de muscles lisses à la fin du canal du pylore. Dans le contexte de la mobilité gastrique, il contrôle le passage du bol alimentaire de l'estomac au duodénum.
Le pylore est moins tonique chez les ruminants (caractérisé par un système prégastrique : le rumen) que chez les autres mammifères.

## Histoire scientifique
Le pylore est connu des anatomistes depuis des siècles, mais il faut attendre 1898 pour l'observer, ainsi que l'estomac, in vivo, au moyen des rayons X.

## Fonctions
Le pylore est un sphincter constitué d'un muscle constricteur non strié, entièrement involontaire. Mais il n'est pas seulement un verrou du système gastro-intestinal régulant le passage d'aliments prédigérés de l'estomac vers le duodénum ; il abrite aussi des cellules neuroendocrines dispersées (dont les cellules D, qui sécrètent la somatostatine, hormone responsable de l'arrêt de la sécrétion d'acide (et qui active une population de cellules hormonosensibles près du fond d'œil).

## Pathologies
- sténose du pylore, sténose hypertrophique du pylore[6] ;
- cancer de l’estomac — si des tumeurs bloquent partiellement le canal du pylore, un tube (dit stent pylorique) peut être implanté chirurgicalement pour connecter l'estomac au duodénum pour faciliter le transit de la nourriture de l'un à l'autre.

## Chirurgie
- La pyloroplastie consiste à modifier le pylore[7].
- La pyloromyotomie consiste à inciser les muscles longitudinaux et circulaires du pylore pour traiter la sténose pylorique hypertrophique[8] ; cette opération est aussi dite Opération de Ramstedt (d'après Conrad Ramstedt qui a effectué la procédure en 1911 bien que ce soit Harold Stiles qui a le premier ainsi procédé en 1910[9]).

## Allusions littéraires
Dans le roman de science-fiction Yapou, bétail humain de Shōzō Numa (1956), les yapous se voient introduire un ver-pompe qui vient se greffer à leur pylore, remplaçant alors la fonction digestive des intestins et permettant de faire disparaître les fonctions de miction et de défécation au profit de nouvelles fonctions.
Dans le roman de John Kennedy Toole La Conjuration des imbéciles, prix Pulitzer en 1981, le héros, Ignatius Reilly, ne cesse de mentionner son anneau pylorique, véritable boussole de ses états d'âme.